# Klaus Peter Sauer
Pour les articles homonymes, voir Sauer.
Klaus Peter Sauer, né le 2 février 1941 à Francfort-sur-le-Main et mort le 12 novembre 2022 à Bonn, est un biologiste, évolutionniste et écologiste allemand.

## Biographie
Il obtient son baccalauréat au Liebig-Realgymnasium de Giessen et étudie, de 1962 à 1966, la biologie, la génétique, la chimie et les mathématiques à l’université de Giessen. Il obtient son doctorat en 1969 sous la direction de Wulf Emmo Ankel (1897-1983) avec une thèse intitulée Zur Monotopbindung einheimischer Arten der Gattung Panorpa (Mecoptera) nach Untersuchungen im Freiland und im Laboratorium.
De 1969 à 1971, il est assistant scientifique à l’université de Gießen, de 1971 à 1979, assistant scientifique de Günther Osche à l’université de Fribourg-en-Brisgau. En 1977, il habilité à enseigner la zoologie à Fribourg et, en 1979, reçoit une chaire sur l’évolution à l’université de Bielefeld. En 1992, il obtient la direction de l’institut pour la biologie évolutive et l'écologie de l’université de Bonn.

## Source
- (de) Cet article est partiellement ou en totalité issu de l’article de Wikipédia en allemand intitulé « Klaus Peter Sauer » (voir la liste des auteurs) (version du 8 décembre 2006)